# Јоланда Палеолог
Виоланте / Јоланда Палеолог (Монкалво, јун 1318 — Шамбери, 24. децембар 1342. године), била је грофица Савоје, Аосте и Моријане, од 1330. до 1342. године.

## Порекло
Виоланте је, према француском историчару Самјуелу Гишенону у својој "Генеалошка историја краљевске куће Савоја", била ћерка Теодора I Палеолога, византијског принца и маркиза од Монферата, и његове супруге маркизе Аргентине Спиноле, која је, према "Писци италијанских послова, током XI века", била је ћерка капетана народа Ђенове, Опичина Спиноле, и његове жене, Виоланте ди Салуцо.
Маркиз Теодор I од Монферата, опет према Самјуелу Гишенону, био је други син василевса Ромеја, цара Андроника II Палеолога и његове друге жене, Виоланте од Монферата или царице Ирине Алерамичи од Византије.

## Биографија
Јоланда је добила име по своје две баке, и по оцу и по мајци.
Виоланте је постала грофица, Савоје, Аосте и Моријане 1. маја 1330. године, удавши се за грофа од Савоје, Аосте и Моријане, Амиона од Савоје, који је, према Самјуелу Гишенону, био трећерођени син Амедеа V, гроф од Савоје, од Аосте и Моријане, и његове прве жене, Сибиле или Симоне од Бажеа, која је према Самјуелу Гишенону била једина ћерка господара Божеа и Бреса, Гвида II од Баугеа , док о мајци нема сагласности међу историчарима, али то је била Дофин од Сен Бонеа, а не Беатриса од Монферата, ћерка маркиза Вилијама VI од Монферата; Потврду да је Сибилина мајка била Дофина дају нам два документа "Титуле војводске куће Бурбона, ит н° 595", "Дафина(Дафина дама од Саинт-Бонет ле Шатеау, жена витеза Пјера де ла Руа) се наводи као мајка  Сибиле жене Амедеа Савоја (брак његове ћерке Сибиле са Амедеом од Савоје) и документ бр. 607, у којем се Дофина (Даупхине даае де Саинт-Бонет ле Шатеау, фемме де Пиерре де ла Роуе цхевалиер) наводи као Сибиллина мајка (Сибилла). фемме д´Амедее де Савоие), за коју је Дофину, опет према Самјуелу Гишенону, била ћерка Ренеа де Лавијеа, господара Сен Бонеа, од Мирибела и Жордане ("једина ћерка и наследница Ренеа де Лавијеа, витеза, господара Сен Бонеа Мирибел и Жордена") његове жене (са фемме).
Брачним уговорима је било предвиђено да, у случају Теодорове смрти без наследника или изумирања мушке лозе, маркизат од Монферата пређе, као мираз, на Јоланду или њене потомке, а самим тим и на династију Савоја. брачни уговор је присутан у "Докази о генеалошкој историји краљевске куће Савоја".
Такође, на основу овог акта, када је два века касније мушка лоза Палеолога изумрла са Бонифацијем IV од Монферата, војвода Карло II Савојски је пре цара Карла V Хабзбуршког заузео Монферат за Савоје.
У сведочанству о петој фигли, 14. децембра 1342. године, Виоланте (Госпа Jоланда од Монферата, грофица од Савоје и супруга славног грофа Амиона, грофа од Савоја) направила је тестамент, у коме је установила, ће бити сахрањена у опатији Алтакомба, а оставила је и нешто завештања својој деци: Јовану, Бјанки, Лудовику и Амедеу.
Виоланте је умрла, не зна се да ли пре, током или после порођаја, 24. децембра 1342. године, и сахрањена је у опатији Алтакомба.

## Деца
Гроф Амион Савоја и грофица Јоланда Палеолог су имали петоро деце:
- Грб династије Палеолога од Монферата после 1494. годинеБјанка (1331-31. децембар 1387), која се 1350. удала за Галеаца II Висконтија, војводу од Милана[7];
- Амедео (Шамбери, 4. јануар 1334-1. март 1383), његов наследник по имену Амедео VI, познат као Зелени гроф[7];
- Ђовани (септембар 1338-1345), који је умро још као дете[7];
- Катарина (1341- пре 1343) се не помиње у тестаменту своје мајке[8], као ни у очевом[9][10];
- Лудовико (14. јануар 1342-?), чије је рођење коштало живота његове мајке и помиње се у тестаменту његове мајке (ако joj се роди посмртни син)[8].

### Примарни извори
- Muratoru, Ludivico Antonio (1727), Rerum Italicarum scriptores ab anno aerae christianae quingentesimo ad millesimumquingentesimum (на језику: латински), Tomus XI
- Guichenon, Samuel (1660), Histoire généalogique de la royale maison de Savoie, justifiée par titres, fondations de monastères, manuscrits, anciens monuments, histoires et autres preuves authentiques (на језику: француски), Livre 4

### Историографска литература
- Flour de Saint-Genis, Victor (1868—1869), Histoire de Savoie : d'après les documents originaux, depuis les origines les plus reculées jusqu'à l'annexion (на језику: француски), Tome 1
- Guichenon, Samuel (1660), Histoire généalogique de la royale maison de Savoie, justifiée par titres, fondations de monastères, manuscrits, anciens monuments, histoires et autres preuves authentiques (на језику: француски), Livre 1-2
- Frézet, Jean (1826), Histoire de la Maison de Savoie (на језику: француски)
- Huillard-Breholles, Jean Louis Alphonse (1867), Titres de la maison ducale de Bourbon (на језику: француски)
- Sclopis, Federigo (1863), Storia della legislazione italiana (на језику: италијански), Volume 2